# Bulu Leang
Bulu Leang är en kulle i Indonesien.   Den ligger i provinsen Sulawesi Selatan, i den centrala delen av landet, 1 400 km öster om huvudstaden Jakarta. Toppen på Bulu Leang är 280 meter över havet, eller 72 meter över den omgivande terrängen. Bredden vid basen är 1,3 km.
Terrängen runt Bulu Leang är kuperad åt sydost, men åt nordväst är den platt. En vik av havet är nära Bulu Leang västerut. Runt Bulu Leang är det ganska tätbefolkat, med 108 invånare per kvadratkilometer. Omgivningarna runt Bulu Leang är en mosaik av jordbruksmark och naturlig växtlighet.